# Message in a Bottle (canción)
«Message in a Bottle» es una canción de 1979 interpretada por The Police. La canción fue lanzada en su álbum Reggatta de Blanc. «Message in a Bottle» fue el primer sencillo de The Police en alcanzar el primer lugar de las listas de popularidad del Reino Unido, pero solo alcanzó la posición 74 en los Estados Unidos. Un remix de la canción fue incluido en el álbum recopilatorio Every Breath You Take: The Classics.
La canción narra la historia de un náufrago en una isla, quien envía un mensaje en una botella con la esperanza de obtener ayuda. Un año después, siente que no necesita el amor. Posteriormente, encuentra «cien mil millones de botellas» en la playa, descubriendo que hay más gente en la misma situación.[cita requerida]

## Recepción
La canción se publicó como primer sencillo de Reggatta de Blanc en septiembre de 1979. La canción fue un gran éxito en Gran Bretaña, convirtiéndose en el primer número 1 de The Police en la lista UK Singles Chart. La canción también encabezó las listas en Irlanda y alcanzó el número 5 en Australia. A pesar de su popularidad en el Reino Unido, el sencillo solo alcanzó el núm. 74 en Estados Unidos. Una mezcla alternativa de «rock clásico» está disponible en Every Breath You Take: The Classics.
«Message in a Bottle» es también una favorita personal de los miembros de la banda. Además de decir que era su canción favorita en una entrevista con Jools Holland de la BBC, Sting la describió como una «buena canción», y también dijo que estaba «muy orgulloso» de ella. Copeland dijo que era «uno de nuestros mejores momentos en el estudio y siempre genial en el escenario». Summers describió el tema como un favorito personal en su libro One Train Later, y dijo: «Para mí, sigue siendo la mejor canción que se le ocurrió a Sting y el mejor tema de The Police».

## Listado de canciones
1. Message in a Bottle - 3:50
2. Landlord - 3:09

## Créditos y personal
- Sting: voz principal y coros, bajo sin trastes
- Andy Summers: guitarra eléctrica y coros
- Stewart Copeland: batería y coros

## Versiones
Varios artistas han realizado versiones de la canción, incluyendo a Machine Head, 30 Seconds to Mars, Excel, Leatherface, Matisyahu, Ten Masked Men, Set Your Goals y Frank Quintero. Ekhymosis realizó una versión en español de la canción para el álbum tributo Outlandos D'Americas: A Rock en Español Tribute to The Police.

## Posicionamiento en listas y certificaciones
| Lista (1979-80)                    | Mejor posición |
| ---------------------------------- | -------------- |
| Alemania (Media Control AG)        | 35             |
| Australia (Kent Music Report)      | 5              |
| Austria (Ö3 Austria Top 40)        | 24             |
| Bélgica (Flandes) (Ultratop 50)    | 5              |
| Canadá (RPM Top Singles)           | 2              |
| España (AFYVE)                     | 1              |
| Estados Unidos (Billboard Hot 100) | 74             |
| Francia (SNEP)                     | 2              |
| Irlanda (IRMA)                     | 1              |
| Italia (FIMI)                      | 48             |
| Nueva Zelanda (Recorded Music NZ)  | 11             |
| Países Bajos (Dutch Top 40)        | 2              |
| Reino Unido (UK Singles Chart)     | 1              |
| Suecia (Sverigetopplistan)         | 20             |

| País        | Organismo certificador | Certificación | Ref.   |
| ----------- | ---------------------- | ------------- | ------ |
| Francia     | SNEP                   | Disco de Oro  | [ 22 ] |
| Reino Unido | BPI                    | Disco de Oro  | [ 23 ] |

## Sucesión en listas
| Anterior: «Cars» de Gary Numan                     | UK Singles Chart — Sencillo Nro 1 29 de septiembre de 1979 — 13 de octubre de 1979 | Siguiente: «Video Killed the Radio Star» de The Buggles |
| Anterior: «Welcome John Paul II» de Jim Tobin      | Irish Singles Chart — Sencillo Nro 1 20 de octubre de 1979 — 27 de octubre de 1979 | Siguiente: «Video Killed the Radio Star» de The Buggles |
| Anterior: «Rapper's Delight» de The Sugarhill Gang | Listas musicales de España — Sencillo Nro 1 10 de mayo de 1980                     | Siguiente: «La quiero a morir» de Francis Cabrel        |